# Tarachaster australis
Tarachaster australis is een zeester uit de familie Ganeriidae.
De wetenschappelijke naam van de soort werd in 1973 gepubliceerd door Donald George McKnight.